# Quaglio (frazione)
Quaglio, conosciuta anche come Quaglio-Mortilla, è una borgata il cui territorio si trova a metà tra i comuni italiani di Chiaramonte Gulfi e Comiso, nel Libero consorzio comunale di Ragusa, in Sicilia.
Dal punto amministrativo la parte occidentale dell'abitato è classificato come frazione del comune di Comiso, mentre la parte orientale è amministrata dal comune di Chiaramonte Gulfi come contrada campestre.
Sorge nella piana di Vittoria ai piedi dei monti Iblei all'incrocio fra la strada provinciale 3 e la strada provinciale 68, a 10 km da Comiso e 11 km da Chiaramonte Gulfi. Non distanti dalla borgata sorgono i centri abitati di Pedalino e Roccazzo ed il sito archeologico dell'attivo centro kerameikòs ellenistico di Scornavacche.

## Economia
L'economia della frazione è basata sull'agricoltura di vigneti, sia ad alberello che a tendone, e alberi da frutto, soprattutto arance.

## Infrastrutture e trasporti
A poco più di 5 km da Quaglio passa la SS 514  che mette in comunicazione Ragusa e Catania mentre una strada comunale la collega alla SP.5 nei pressi dell'aeroporto di Comiso.